# Кулунджич, Звонимир
Звонимир Кулунджич (хорв. Zvonimir Kulundžić 16 января 1911, Осиек — 27 декабря 1994, Загреб) — хорватский историк, публицист, книговед и историк письменности.

## Биография
Автор исследований об известных деятелях Хорватии, таких, как Степан Радич, Анте Радич, Эвген Кватерник, Миховил Павлек Мичкин, Славко Колар, Мирослав Крлежа, работ по хорватской культуре и историографии. К темам работ подходил с фактической стороны, иногда эмоционально. В публицистических работах затрагивал многие актуальные вопросы хорватского общества. Автор объёмного труда «История письма». Он редактировал сборник литературных произведений М. П. Мичкина (1968 г., в 4 томах), Славко Колара (1970 и 1971 гг. в 6 томах), а также избранные произведения Степана Радича под заголовком «Политические сочинения» (1971 г.), содержащие автобиографию Радича, статьи, выступления и дискуссии.
В своей знаменитой работе он выдвинул предположение, что первая печатная книга на хорватском языке, Миссал, о законах римского права начиная с 22 февраля 1483 года отпечатана в Kosinj, в Лике. В своей книге «Kosinj — колыбель книгопечатания славянского юга» он дал много утверждений в пользу указанной гипотезы и по сегодняшний день научному сообществу не удалось ни полностью доказать, ни опровергнуть результаты и выводы его исследований о том, что происхождение первой печатной инкунабулы, до получения новых сведений, должно относиться именно к Kosinj или Kosinjski Bakovac, небольшому поселению близ Perušića, в Лике. Он также открыл первую прозу Марулича на хорватском языке, которая была старше его поэмы «Юдифь», и являясь на самом деле переводом средневекового труда «De imitatione Christi» под заголовком «Od naslidovanja Isukarstova» (от 1500 года) и опубликовал вместе с Джулье Деросси в 1989 году.
Из-за своей полемичности, непримиримости с существующим положением, неприятии авторитета и высокопоставленных людей власти, его называли Quercus croaticus incorruptibilis et indelebilis (хорватский дуб, неподкупный и несокрушимый), и так эта метафора вошла в хорватский политический лексикон «Hrvoja Šošića».

## Работы

### Книги
- «Kroz istoriju pisanja» (Загреб, 1948)
- «Ljudski govor i jezici» (Загреб, 1949)
- «Knjiga o Knjizi» (Загреб, 1951 и 1957)
- «Razgovor neugodni naroda književnog» (Загреб, 1952 и 1970)
- «Put do knjige» (Загреб, 1959)
- «Kosinj, kolijevka štamparstva Slavenskog juga» (Загреб, 1960)
- «Đačka trilogija» (Драма, написана за 30 лет до опубликования в качестве новаторской литературной работы; Осиек, 1962)
- «Atentat na Stjepana Radića» (Загреб, 1962 и 1967)
- «Gutenberg und sein Werk im Slavischen Süden, Inauguralrede zur 500-Jahr-Feier von Gutenberg Tode» (Майнц, 1964)
- «Problematika najstarijeg hrvatskog štamparstva» (Риека, 1966)
- «Zgodovina Knjige» (Любляна, 1967)
- «Miškina, presjek kroz stvarnost hrvatskog sela, od Khuena do Poglavnika» (Копривница, 1968)
- «Politika i korupcija u Kraljevskoj Jugoslaviji» (Загреб, 1968)
- «Tragedija hrvatske historiografije» (Загреб, 1970, два издания)
- «Živi Radić» (К столетию со дна рождения Степана Радича, Загреб, 1970, три издания)
- «Slavko Kolar i njegovo vrijeme» (Загреб, 1977)
- «Ta rič hrvacka, starinska naša draga… ča zvoni kroz stolića» (том I, Загреб, 1977; том II, Загреб, 1979)
- «Petstota obljetnica Kosinjskog Misala» (1983)
- «Stara hrvatska knjiga u svjetskom kontekstu» (Загреб, 1986)
- «Stjepan Radić und die kroatische Bauernpartei im Kampf für Freiheit und Demokratie» (Цюрих, 1988)
- «Tajne i kompleksi Miroslava Krleže» (Любляна, 1988)
- «Stjepan Radić i njegov republikanski ustav» (Загреб, 1990 и 1991)
- «Odgonetavanje „Zagonetke Rakovica“» (Загреб, 1994)